# К-475
К-475 (заводской номер — 339) — советский ракетный подводный крейсер стратегического назначения, корабль проекта 667Б «Мурена».

## История
Заложена на страпелях ПО «Севмашпредприятие» в Северодвинске как крейсерская АПЛ с баллистическими ракетами 17 октября 1972 года.
6 февраля 1973 года записана в списки кораблей ВМФ СССР. 25 июня 1974 года спущена на воду. 23 декабря того же года вступила в строй.
23 января 1975 года вошла в состав Северного флота (41-я дивизия, 11-я флотилия подводных лодок). Базировалась в посёлке Гремиха \город Островной Мурманской области\.
25 июля 1977 года переклассифицирована в ракетный подводный крейсер стратегического назначения, 3 июня 1992 года в атомную подводную лодку с баллистическими ракетами на борту.
28 марта 1995 года выведена из состава флота. Утилизирована в 2000 году.